# North Esk Reservoir
Das North Esk Reservoir ist ein Stausee in Schottland. Er liegt auf der Grenze der Council Areas Midlothian und Scottish Borders.

## Geographie
Der etwa 420 m lange und 220 m breite See liegt in den Pentland Hills am Westrand von Midlothian. Er liegt in einem Tal zwischen mehreren Hügeln. Hierzu zählen der Wether Law (519 m), der Spittal Hill (526 m), Patie’s Hill (475 m) sowie der Cock Rig (479 m). Die nächstgelegenen Ortschaften sind Penicuik im Nordosten und West Linton im Süden, die jeweils rund sechs Kilometer entfernt liegen. Verschiedene Bergbäche münden in das North Esk Reservoir, wobei der namensgebende North Esk ihn durchquert und den einzigen Abfluss darstellt. Er mündet im Nordwesten ein und verlässt den See am Südwestende.

## Geschichte
Im Zuge der Industrialisierung siedelten sich zahlreiche Mühlen, im Wesentlichen Papiermühlen, entlang des North Esk an. Um über das gesamte Jahr einen gleichmäßigen Strom zu gewährleisten, gab ein Konsortium von Papierindustriellen in der Mitte des 19. Jahrhunderts den Bau des Stausees in Auftrag. Planung und Durchführung begleitete der Ingenieur Thomas Stevenson, der Vater des Schriftstellers Robert Louis Stevenson. Mit der Schließung der Betriebe im Laufe des 20. Jahrhunderts verlor der Stausee an Bedeutung. Nach der Schließung der letzten Papiermühle im Jahre 2004 wurde um den See ein Naturschutzgebiet sowie eine Site of Special Scientific Interest eingerichtet.